# Stefan Rusconi

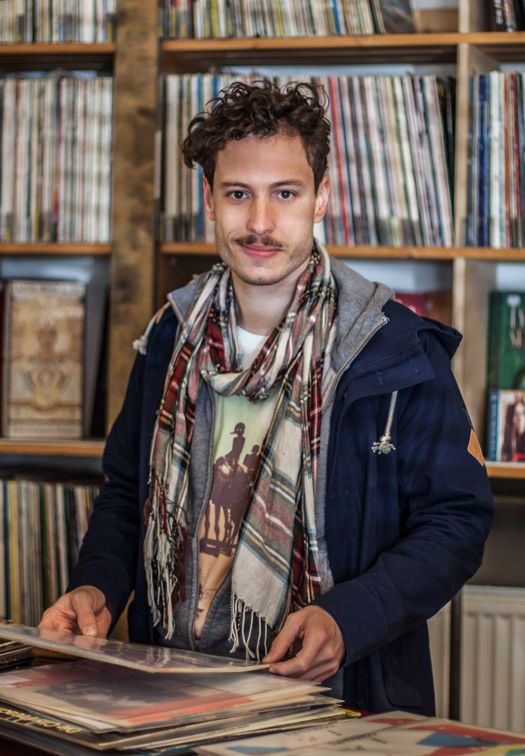
Stefan Rusconi in der Plattenrille (Hamburg 2012;
Foto: Yvonne Schmedemann)

Stefan Attila Rusconi (* 14. Februar 1979 in Zürich) ist ein Schweizer Pianist, Klangkünstler und Komponist in den Bereichen Jazz, Noise und Improvisierte Musik. Rusconi lebt mit seiner Familie in Zürich und Berlin.

## Leben und Wirken
Rusconi erhielt ab dem siebten Lebensjahr Klavierunterricht. Zwischen 1999 und 2003 studierte er Jazz an der Musikabteilung der Zürcher Hochschule der Künste. Rusconi nahm unter anderem Unterricht bei Ethan Iverson, Kurt Rosenwinkel und Bill Carrothers. Während seines Studiums gründete er 2001 seine eigene, akustisch spielende Band «Rusconi», in der neben ihm Claudio Strüby (Drums) und Richard Pechota bzw. seit 2004 Fabian Gisler (Bass) spielten. Nach 14 Jahren, hunderten von Konzerten weltweit und sieben Albumproduktionen lösten die Mitglieder 2017 die Band einvernehmlich auf.
Seit 2010 arbeitete Rusconi an seinem Klangakustikprojekt «The Kitchen and I», das sich der Küche als Raum und Klangsammlung spielerisch annähert. Mit dem Pianisten und Produzenten Ephrem Lüchinger gründete er 2011 das Duo Whistler&Hustler, welches 2013 auf Qilin Records das Album The Whistler&Hustler Session veröffentlichte. Zusammen mit der Berliner Künstlerin Paul Polaris gestaltete er die Artworks für das Album Color&Style der Band R.I.S.S. und für die LP Revolution seiner Band Rusconi.
Seit 2015 bespielt Rusconi an der Kirchenorgel im Projekt «Levitation» zusammen mit dem Geiger Tobias Preisig zahlreiche Kirchen Europas. 2017 traten sie unter anderem auch am Montreux Jazz Festival auf; 2018 arbeiteten sie am Internationalen Sommerfestival auf Kampnagel zusammen mit dem Regisseur Thom Luz an einer raumübergreifenden Klang- und Nebelinstallation.
Des Weiteren kollaborierte Rusconi unter anderem mit Ben Zahler, Fred Frith, Roman Signer, Thomas Wydler, Pipilotti Rist, Kaspar Ewald, Laura de Weck, Bo Wiget, Norma Winstone, Beate Bartel, Evelinn Trouble, Darja Stocker, Dieter Meier, dem ARTE Quartett, Emilie Welti, Till Brönner und Luca Aquino.

## Tanz und Theater
Rusconi schrieb die Musik für das Theaterstück Kinder der Sonne von Maxim Gorki unter der Regie von Nora Schlocker, das 2015 im Opernhaus Basel Premiere feierte.
Ebenfalls 2015 schrieb er zusammen mit dem Bassisten Paul Lemp und dem Schlagzeuger Marc Lohr die Musik zum Stück Until our Hearts Stop der amerikanischen Choreografin Meg Stuart, das von den Münchner Kammerspielen und der Ruhrtriennale koproduziert wurde. Das Stück, in dem er selbst auch mitspielt, tourte dann durch Europa.
Seit 2017 entwickelte Rusconi als „Soundgärtner“ mit der Gartennatur die Musik für die Stücke YEW (Hebbel am Ufer, 2018), YEW outside (Kooperation zwischen Hebbel am Ufer und Botanischer Volkspark Blankenfelde-Pankow, 2018) und das Gruppenstück The Nature of Us (Hebbel am Ufer, 2019) des Choreographen-Duos Angela Schubot und Jared Gradinger. The Hut, ein kollaboratives Kunst- und Performanceprojekt, hatte 2022 beim finnischen Festival Moving in November Premiere.

## Filmmusik
2011 schrieb Rusconi die Musik zum Kino-Dokumentarfilm Tinguely von Thomas Thümena. 2016 komponierte er die Musik zum Kurzfilm The Way Down To Your Belly von Jonas Meier, und die Filmmusik zu Köln 75 stammt ebenfalls großteils von ihm.

## Preise und Auszeichnungen
Rusconi war Gewinner des Hauptförderpreises der Meisterkurse Generations unter der Leitung von Roman Schwaller in Frauenfeld 2002. 2003 erhielt er den Förderpreis der Friedl Wald Stiftung sowie den Alter-Preis der Berti Alter-Stiftung. Im Rahmen der prioritären Jazzförderung wurde er mit seiner gleichnamigen Band 2010 bis 2012 von Pro Helvetia unterstützt. Zweimal gewann er den deutschen Musikindustrie-Preis ECHO Jazz: Einmal als „bester Pianist (national) [sic]“ 2011 für das Album It's a Sonic Life und einmal mit seiner Band Rusconi 2013 als „bester Live Act“. Im Jahr 2013 wurde er von der Stadt Zürich mit einem Werkjahr ausgezeichnet.

## Diskographische Hinweise
- Rusconi Trio: Scenes & Sceneries; Brambus Records, 2004
- Rusconi: Stop & Go; Unit Records/Sony, 2006
- R.I.S.S., Color&Style; Unit Records, 2010 (mit Christoph Irniger, Luca Sisera, Michael Stulz)
- Tobias Preisig Quartett: Flowing Mood; ObliqSound, 2010
- Whistler & Hustler: The Whistler & Hustler Session; Qilin Records; 2013
- Tobias Preisig & Stefan Rusconi: Levitation; Qilin Records, 2016[19]
- Candy Bomber Vol. 1; Bronze Rat Records, 2017  (mit Thomas Wydler, Jochen Arbeit, Gemma Ray, Toby Dammit ua)[20]
- Solace; Qilin Records, 2024 (solo)